# Odontobunus niger
Odontobunus niger is een hooiwagen uit de familie echte hooiwagens (Phalangiidae).